# Gonatista jaiba
Gonatista jaiba es una especie de mantis de la familia Hymenopodidae.

## Distribución geográfica
Se encuentra en la República Dominicana.